# Френк Голдер
Френк Альфред Голдер (англ. Frank Alfred Golder; 11 серпня 1877 — 7 січня 1929) — американський історик й архіваріус, який спеціалізувався на історії Росії. Його найбільше пам'ятають за роботу на початку 1920-х років зі створення основоположної колекції слов'янських мовних матеріалів, яка сьогодні зберігається в бібліотеці та архіві Інституту Гувера при Стенфордському університеті в Каліфорнії.

## Біографія

### Ранні роки
Народився 11 серпня 1877 року поблизу Одеси, Україна, яка тоді була частиною Російської імперії. Родина, яка була етнічними євреями, емігрувала до США, коли Голдер був ще маленьким, ймовірно, одразу після Одеського погрому 1881 року. Голдер не розмовляв ні російською, ні українською мовами, але вважається, що спочатку заговорив на їдиш, а потім вивчив англійську в США.
Сім'я Голдерів оселилася у Бриджтоні, штат Нью-Джерсі, де вони жили в бідності. Френк в дитинстві підробляв як бродячий торговець усіляких дрібниць. Тоді він подружився з баптистським священником, який допоміг хлопцеві уникнути життя на вулиці і здобути освіту, зокрема в Джорджтаунському коледжі, підготовчій школі в Кентуккі.
Згодом Голдер прийняв унітаризм, що викликало напругу між ним і батьками, які залишалися прихильниками юдаїзму.
Після завершення підготовчої школи Голдер вступив до Університету Бакнелла в Льюїсбурзі, штат Пенсільванія, гуманітарного коледжу, який закінчив зі ступенем бакалавра у 1898 році, опанувавши необхідну дворічну програму.
Після навчання переїхав до Філадельфії, куди нещодавно переселилися його батьки. Хоча його академічної кваліфікації було достатньо, щоб викладати в міській школі, життя у Філадельфії Голдеру не сподобалося, тому у липні 1899 року він подав заявку через Міністерство внутрішніх справ США на посаду викладача на Алясці. Заявку ухвалили, і в серпні того ж року Голдер сів на поїзд, щоб подолати 5000-мильний шлях до віддаленого поселення на острові Унга, щоб навчати корінних алеутів у державній школі. Голдер залишався на острові Унга до 1902 року. Цей досвід допоміг виховати у Голдера інтерес до історії Аляски на все життя, а також став джерелом матеріалу для його першої книги, збірки фольклору «Казки з острова Кадьяк».
Вступивши до Гарвардського університету, залишив Аляску і 1903 року здобув другий ступінь бакалавра, продовживши навчання на факультеті історії. Під час написання дипломної роботи їздив до Парижа та Берліна, де зацікавився історією Росії — спеціальності, яку нечасто викладали в США. Голдер поєднав свої інтереси на Алясці та Російській імперії у дисертації, яка стосувалася експансії Російської імперії в Тихому океані. 1909 року здобув ступінь доктора філософії у Гарварді, а його дисертація вийшла як книга у 1914 році «Російська експансія на Тихий океан, 1641—1850».

### Академічна кар'єра
Після захисту дисертації недовго працював на посаді викладача в Бостонському та Чиказькому університетах у 1909 і 1910 роках. Отримав призначення на посаду доцента кафедри економіки та історії у Вашингтонському державному коледжі, розташованому в невеликому містечку Пуллман у східному Вашингтоні, яку обіймав протягом десяти років. За цей час він здобув звання професора.
Голдер прагнув провести дослідження в Росії, щоб скласти бібліографію історичних праць у тамтешніх бібліотеках й архівах. Відрядженню посприяв історик Франклін Джеймсон з Інституту Карнегі, який погодився відправити Голдера з дослідницькою місією до Російської імперії.
Голдер прибув до Санкт-Петербурга у лютому 1914 року і залишався там до листопада, він став свідком оголошення Першої світової війни того літа. Попри масову паніку та дезорганізацію суспільства під час війни, Голдер все ж завершив дослідницьку місію, створивши бібліографічний довідник, який зрештою вийшов друком у 1917 році як «Путівник до матеріалів для американської історії в російських архівах». На основі зібраного матеріалу Голдер написав кілька статей для провідних наукових журналів, що допомогло зміцнити його репутацію як експерта з російської дипломатичної історії XVIII та XIX століть.
Під час другої дослідницької поїздки до Росії від імені Американського географічного товариства Голдер знову опинився в центрі важливих історичних подій. Голдер мав ознайомитися, перекласти та відредагувати для публікації в журнали документи данського дослідника Вітуса Берінга. Він прибув до Петрограда 4 березня 1917 року — всього за кілька днів до вибуху Лютневої революції, яка швидко поклала кінець династії Романових і дала початок конституційній демократії. Попри хаос 1917 року вийшли друком два томи «Подорожей Берінга» у 1922 та 1925 роках.
Досвід Голдера в Росії зробив його цінним для адміністрації президента Вудро Вільсона, і його призначили до комітету експертів, який утворили наприкінці 1917 року для збору довідкової інформації для майбутньої мирної конференції. Комітет, знаний як «Інкваєрі» й очолюваний близьким особистим радником Вільсона полковником Едвардом Хаузом, діяв протягом двох років, і Голдер був автором звітів про Україну, Литву, Польщу та два регіони Росії.
Голдера не обрали для поїздки до Європи як експерта на Паризькій мирній конференції, після завершення діяльності комітету він повернувся до Пуллмана та викладав у штаті Вашингтон.

### Куратор бібліотеки Гувера
1920 року Голдер викладав на літніх курсах у Стенфордському університеті поблизу Пало-Альто, Каліфорнія. Голдер з'явився у потрібному місці в потрібний час, оскільки американський міністр торгівлі і переконаний бібліофіл Герберт Гувер вирішив передати стоси документів, зібраних ним у роки війни, своїй альма-матер до Стенфорда як архівну колекцію.
Голдер швидко отримав посаду куратора Колекції історії війни Гувера, групи матеріалів, які сформували початкову основу для колекції Інституту Гувера та архіву війни, революції та миру в Стенфордському університеті. У серпні 1920 року Голдер вирушив до Радянської Росії під час своєї першої збиральницької подорожі, яка тривала три роки і завершилася створенням однієї з основоположних колекцій слов'янських книг, плакатів, журналів й урядових документів. Велику кількість матеріалів, деякі унікальні та недовговічні, Голдер зібрав з різних частин Європи, упакував в ящики та відправиві для архівного зберігання в Каліфорнії.

### Смерть і спадок
Помер 1929 року. Голдер ніколи не одружувався, але мав молодшого брата Бенджаміна Голдера, який на момент його смерті був конгресменом-республіканцем від Пенсільванії.
Основне зібрання документів Голдера зберігається в бібліотеці та архіві Інституту Гувера Стенфордського університету в 43 архівних ящиках, серед них щоденники, які були вилучені істориками Теренсом Еммонсом і Бертраном М. Патенодом для публікації книги 1992 року «Війна, революція, та мир у Росії: уривки Френка Голдера, 1914—1927». Друга менша колекція зберігається в Зеленій бібліотеці в Стенфордському кампусі.